# 德国国殇纪念日
德国国殇纪念日（Volkstrauertag）是德国的一个平安日(Stille Tage) 。德国1919年开始举行国殇纪念， 1922年将其定为法定为国殇日，1952年开始定在降临第一主日前两周的周日。   

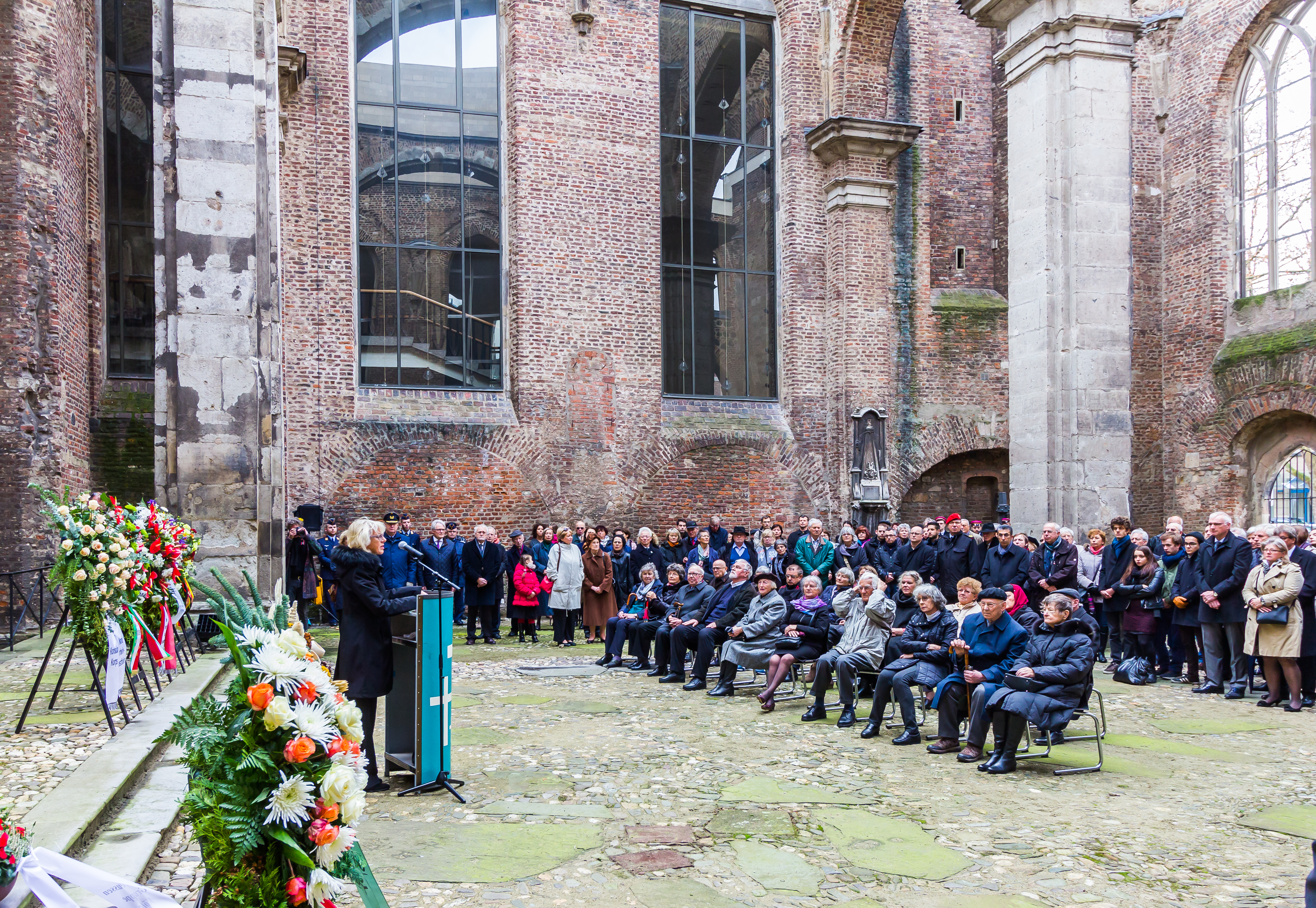
Volkstrauertag, Köln, 2015-2796

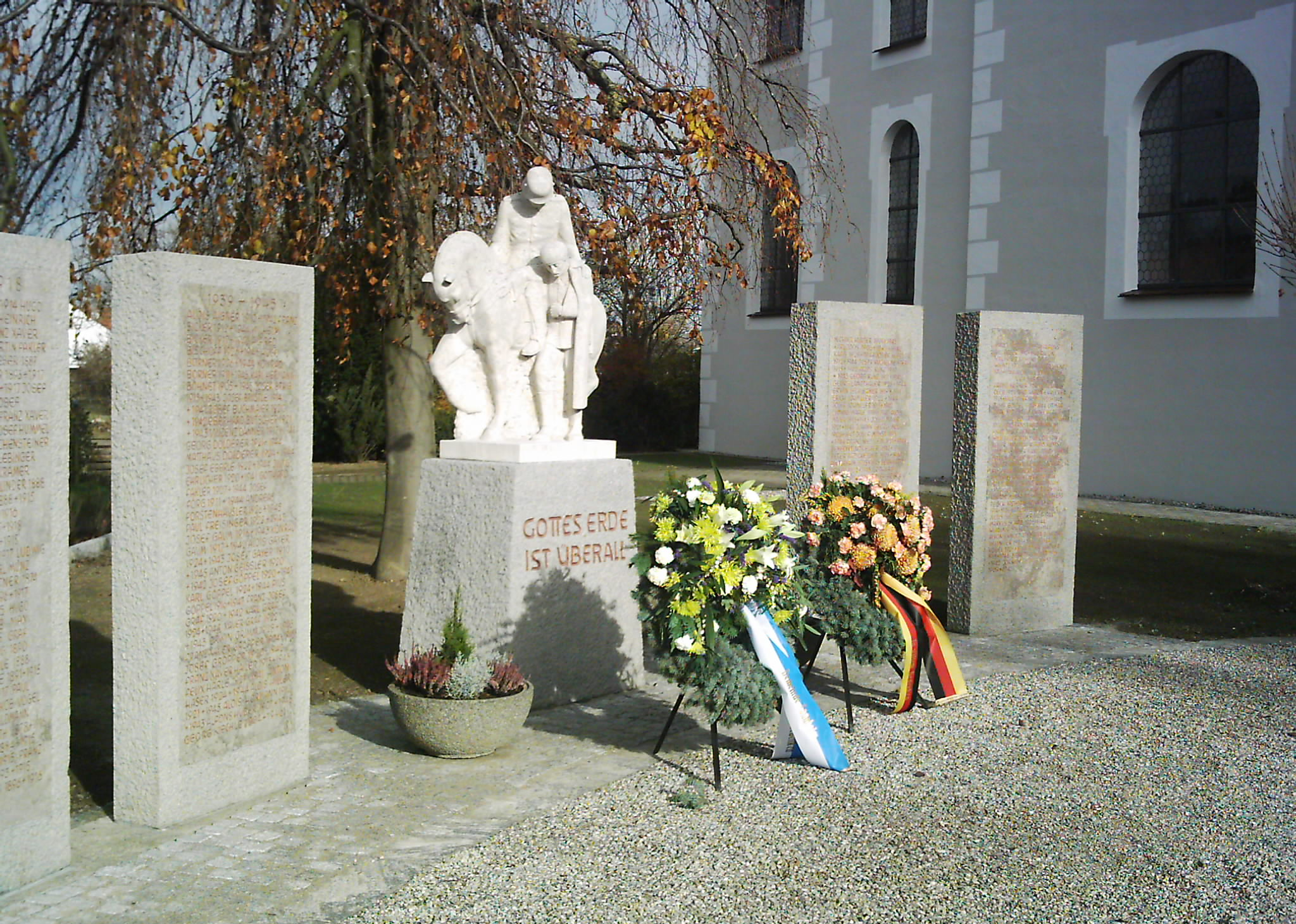
Volkstrauertag018